# 小紅の渡し

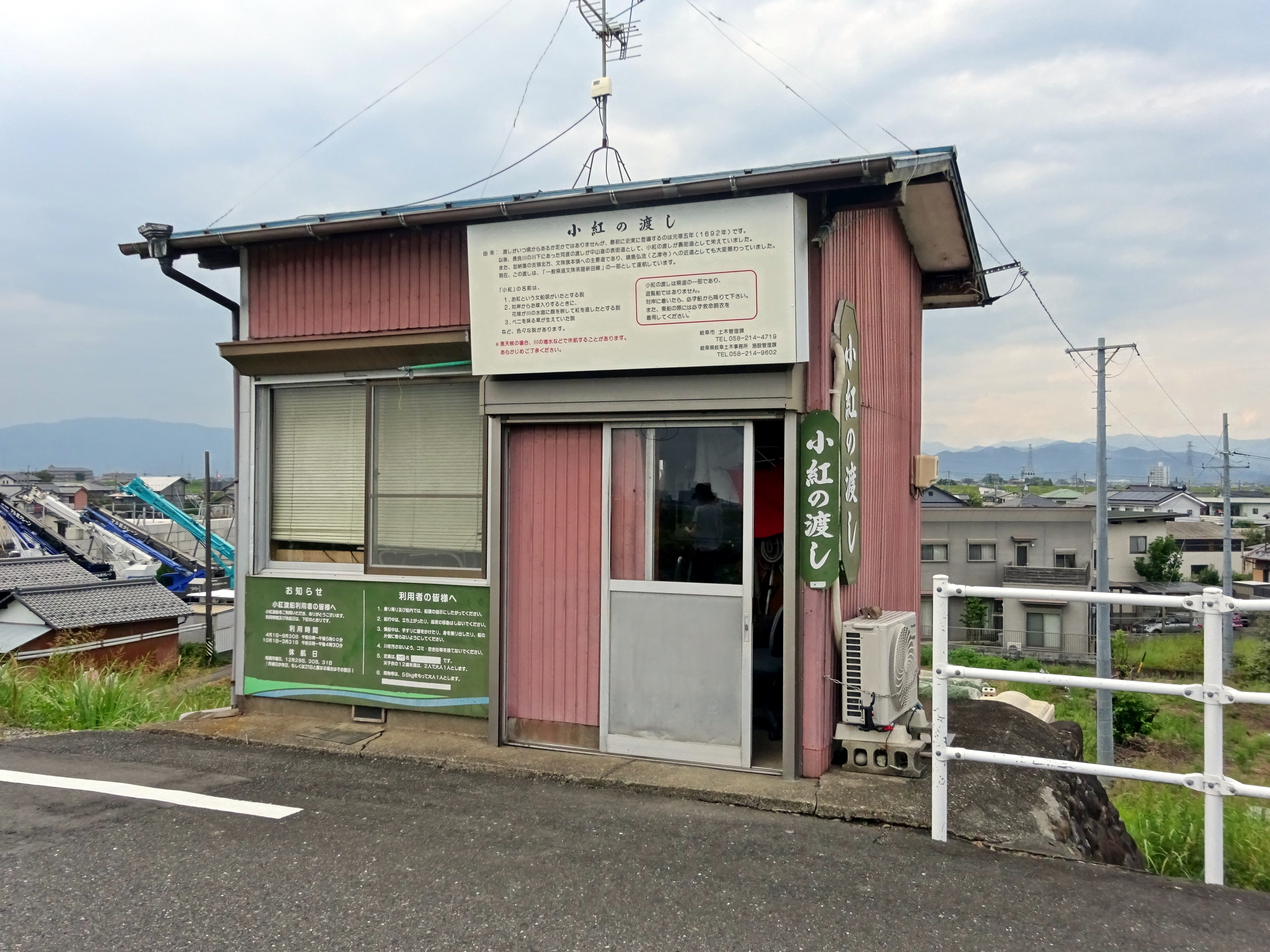
長良川堤防上の渡船小屋（撮影：2021年）

小紅の渡し（おべにのわたし）は、岐阜県岐阜市の長良川で運航されている渡し船。県道の一部（岐阜県道173号文殊茶屋新田線）になっており、県から岐阜市を通じて運航を委託された小紅渡船船頭組合が運営している。無料で利用できる。

## 概要
岐阜市の長良川にあり、鏡島大橋と河渡橋のほぼ中間の、岐阜市一日市場三丁目と同市鏡島（鏡島弘法乙津寺北）を結ぶ。小紅渡船船頭組合に所属する船頭が曜日ごとの担当制で運航している。2022年9月時点で船頭は3人体制である。
1日の利用者は2 - 4人程度である。しかし、毎月21日の瑞甲山乙津寺（鏡島弘法）の命日には、多数の参詣者が利用し賑わう。この日の利用者は200人以上になる。通勤や通学の利用者もいたが、2000年代以降は主に観光客や参拝客などの利用がメインとなっている。特に船から眺める岐阜城の光景が好評である。
かつて使用されていた舟は木製であり、水深の浅いところは竹竿（棹）で、水深の深いところは艪を使用して進んでいた。2015年（平成27年）にコスト面や耐久性を考慮し、船外機付きの繊維強化プラスチック（FRP）船に変更されたが、発岸や着岸時には棹を使用している。定員は10人である。

## 歴史
起源の詳細は不明であるが、史料上は江戸時代の承応2年（1653年）に原図が作成された『加納領明細絵図』で渡船場が存在したことが確認できる。小紅の渡しの名が確認できるのは元禄5年（1692年）のことである。
小紅の渡しの名の由来ははっきりしていない。有力な説は以下である。
1. 昔、お紅という名の女性の船頭がいた
2. 川を渡る花嫁が、川面に写った顔を見て紅を直した
3. この近辺に、紅を採る草が多く生えていた

『鏡島村差出明細帳』の記載では、明和7年（1770年）には周辺の村々が運行経費を出して維持されており、地元住民を除き有料とされていた。
1959年（昭和34年）に一日市場が岐阜市に編入された際に無料化された。

## 運航データ
- 運航時間

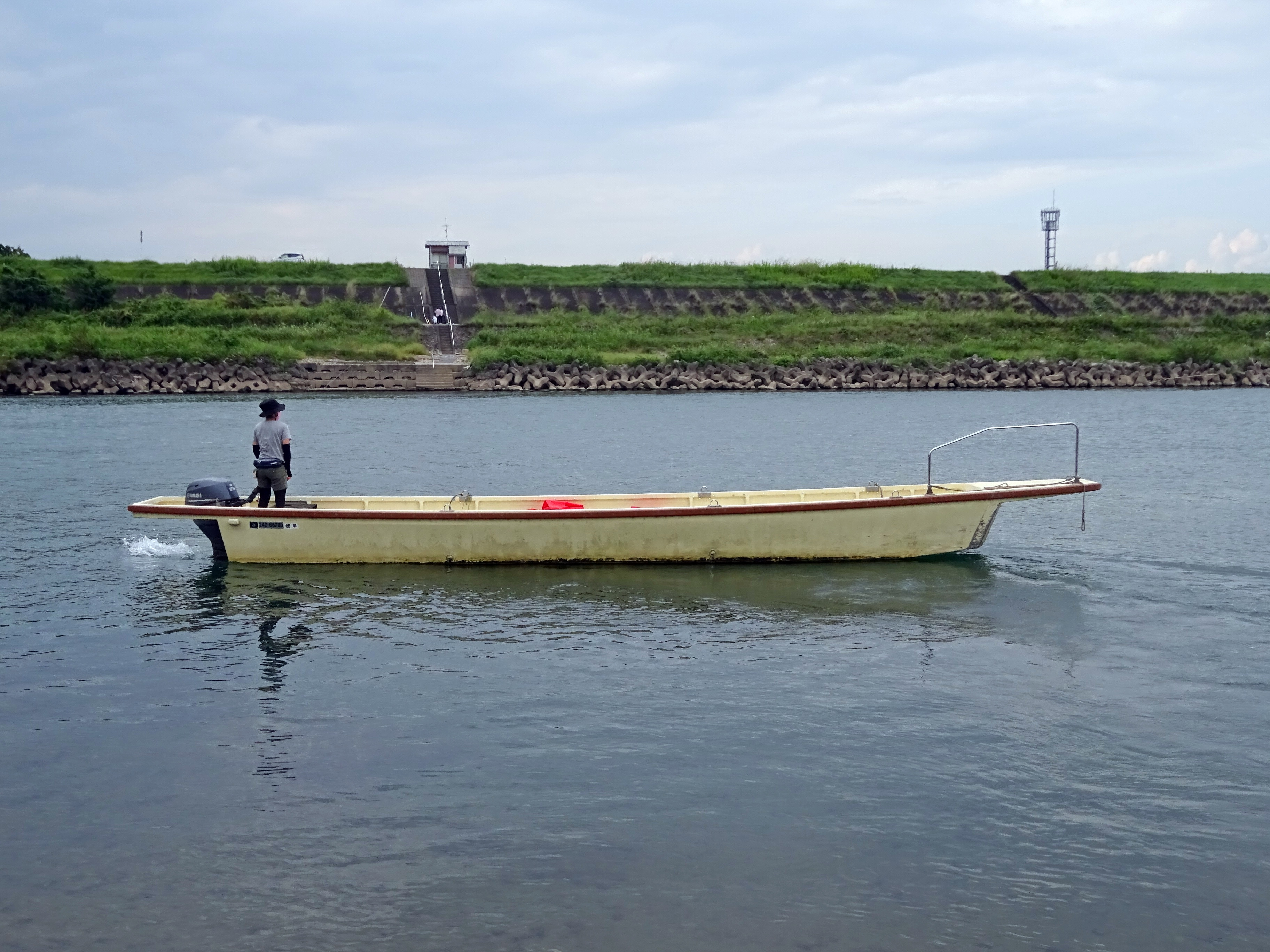
航行中の渡船

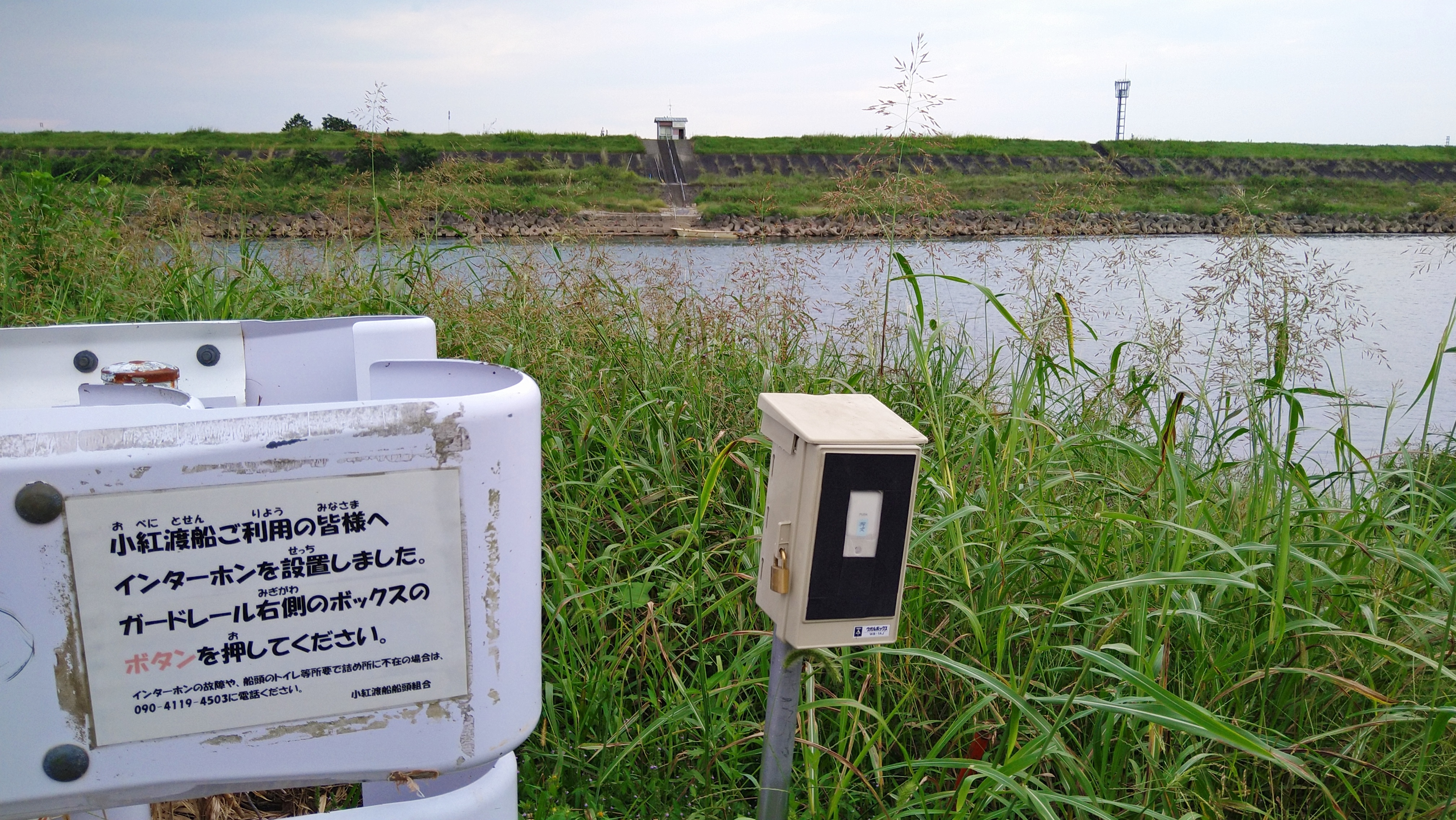
鏡島側に設置されたインターホン

  - 8:00 - 17:00（4月 - 9月）
  - 8:00 - 16:30（10月 - 3月）
- 運休日：毎週月曜日及び年末[1]（12月29 ‐ 31日）

但し、月曜日が国民の祝日に関する法律に定める休日もしくは21日と重なる場合は、その翌日を休航日とする。
悪天候、増水等が発生した場合、もしくは発生するおそれがある場合は休航し、その場合は渡船小屋に赤旗が上がる。
- 救命胴衣着用の義務あり。
- 自転車積載可能。
- 船外機付きの操船で、航行の所要時間は約2-3分。
- 料金：無料[1]。
- 船頭は長良川右岸の一日市場側で待機している[2]。鏡島側から渡し船を利用したい場合には白い旗が使用されていたが、2000年以降は新設されたインターホンを利用する方式になった[2]。

## アクセス
- 一日市場側（北岸）

JR岐阜駅（8番乗り場）または岐阜バスターミナル（C乗り場）から岐阜バス「O36・O37東改田」行バス乗車。所要時間約25分で「一日市場」下車、徒歩約5分
- 鏡島側（南岸）

JR岐阜駅（7番乗り場）または名鉄岐阜駅（3番乗り場）から「G51西鏡島」行バス乗車。所要時間約20分で「鏡島弘法前」下車、徒歩約5分

## メディア
- 演歌歌手の真木柚布子の「越中恋歌」（2007年3月発売）のC/W曲「小紅の渡し」は、この小紅の渡しを題材にしている。
- 1990年代の終わりに、独立U局特番で道特番が放送された際、岐阜放送がこの渡しを取り上げたため、13局すべてで小紅の渡しの映像が流れた。

## 隣の橋
（上流） - 大縄場大橋 - 鏡島大橋- 小紅の渡し - 河渡橋 - 長良川橋梁（東海道本線） - （下流）